# Symphonie no 2 de d'Indy
Pour les articles homonymes, voir Symphonie no 2.
La Symphonie no 2 opus 57 en si bémol majeur est une symphonie de Vincent d'Indy. Composée en 1902-03, elle fut créée le 28 février 1904 aux concerts Lamoureux à Paris.

## Analyse de l'œuvre
1. Introduction et vivo - Allegro
2. Modérément lent
3. Intermède
4. Introduction, fugue et finale (assez vif)

Durée : environ 45 minutes
Principal chef d’œuvre de la période scholiste de d'Indy, avec la deuxième sonate pour piano et le deuxième quatuor à cordes, cette symphonie présente une forme cyclique très poussée. Reprenant les quatre mouvements traditionnels, elle commence par une introduction lente - marque du style sublime chez "Haydn" - où sont exposés à l'état embryonnaire les deux thèmes générateurs de l’œuvre. Pour certains musicologues, le premier, dessinant un intervalle de triton, symboliserait le Mal alors que le second plus doux et plus suave serait, quant à lui, une évocation musicale du Bien. Le dernier mouvement de cette symphonie renferme une grande fugue qui se veut à la fois un hommage à la polyphonie de la Renaissance, à l'art contrapuntique de Jean-Sebastien Bach et au finale de la Neuvième symphonie de Ludwig van Beethoven.

## Orchestration
Bois par 3, 4 cors, 3 trompettes (dont 1 trompette en mi bémol), 3 trombones, 1 tuba, timbales, percussions, 2 harpes, cordes.

## Source
- François-René Tranchefort (direction), Guide  de la Musique Symphonique, Paris, Fayard, coll. « Les indispensables de la musique », 1998 (1re éd. 1986), 896 p. (ISBN 2-213-01638-0), p. 373